# Катери типу «Штик»

Бронекатер "Рапира". 1918 р.

Катери типу «Штик» — військові панцерні катери Амурської, Дунайської флотилій та Чорноморського флоту. За часів національно-визвольних змагань 1917—1919 років входили до складу Українських військово-морських сил.

## Історія створення та служби
Катери було збудовано у Санкт-Петербурзі на Путіловському заводі в 1908 році. У 1907 року російський уряд виступив з ініціативою побудувати річкові панцерні катери. Вимоги до таких човнів були, щоб вони при полуметровій осадці могли розвивати швидкість до 16 вузлів, мали артилерію, захисний куленепробивний панцир та їх можна було перевозити на залізничних платформах. Зважаючи на специфічність умов та те, що аналогів таких човнів у світі ще не було жоден з суднобудівельних заводів імперії не взявся за замовлення. Врешті решт, умови Морського міністерства взявся виконати Путіловський завод.
3 серпня 1907 року було підписано контракт на будівництво десяти катерів для Амурської військової флотилії: «Штик», «Пуля», «Кинжал», «Пістолет», «Рапира», «Палаш», «Копье», «Сабля», «Шашка» та «Піка».
Майже дворічні розробки та випробування довели, що виконати всі вимоги неможливо. Тоді головне управління кораблебудування погодилось зменшити заплановану швидкість човнів до 15 вузлів. До осені 1909 року всі катери були здані приймальній комісії. Такі бронекатери були дуже корисні при проведенні прибережних операцій. Вони могли перевозити війська та озброєння, висаджувати десант, надавати вогневу підтримку та інше.
Таким чином перші у світі бронекатери було побудовано на Путіловському заводі в Санкт-Петербурзі 1908—1909 рр. Рубка, борти й палуба човнів захищались від куль панциром з 7,9-мм сталі. Озброєння — 76-мм гірські гармати.
Головним кораблем серії був катер «Штик». Кораблі залізницею були доправлені до селища Кокуй та увійшли до складу Амурської флотилії.
До початку Першої Світової війни, Російська імперія була однією з небагатьох країн, що мали бойові човни, що могли діями на мілководді, на річках та озерах. Однак бронекатери належали Військовому відомству, тобто не входили до складу імперського флоту.
Наприкінці 1914 — на початку 1915 рр. «Кинжал», «Рапира», «Сабля» та «Штик» було залізницею перевезено з Далекого Сходу на Чорне море, а «Пуля», «Пістолет», «Палаш» й «Шашка» — на Балтійське. На Амурі залишились — «Піка» й «Копье».
На Чорному морі російське командування, користуючись дружнім нейтралітетом Румунії, спрямувало чотири бронекатери на Дунай. Тут кораблі допомагали Сербії організовувати оборону дунайського узбережжя: перевозили важке озброєння, боєприпаси, військових спеціалістів, що займались установленням мінних загороджувань та берегових батарей.
Включені до Дунайської флотилії, бронекатери «Кинжал», «Рапира», «Сабля» та «Штик» успішно протистояли на Дунаї австро-угорським сторожовим річковим катерам.
У 1916 році Румунія вступила у війну на боці Антанти, але незабаром була окупована німецькими та австро-угорськими військами. Бронекатери були переведені на Чорноморський флот.

## В українському флоті
Лютнева революція 1917 року значно актуалізувала національно-визвольний рух українців на Чорноморському флоті. Провідником українського руху стала рада Української чорноморської громади. У квітні 1917 року майже на всіх кораблях Чорноморської флоти вже існували українські корабельні ради, так само як у сухопутних частинах Севастопольської морської кріпості, Дунайської флотилії та повітрофлоті.
Протягом 1917 року моряки-чорноморці активно виступали на підтримку УНР та звертались до Центральної Ради з вимогою рішучих дій по українізації Чорноморського флоту та створенню Українських військово-морських сил.
12 жовтня 1917 року на відзначення українізації трьох кораблів Балтійського флоту: крейсера «Светлана» та ескадрених міноносців «Україна» та «Гайдамак» на всіх кораблях та установах Чорноморського Флоту, в тому числі й катерах, на один день було піднято національні українські прапори та стеньгові сигнали «Хай живе вільна Україна». 15 листопада 1917 року всі кораблі чорноморського флоту цілу добу тримали українські прапори, а також сигнал «Слава Українській Народній Республіці».
14 січня 1918 року Центральна Рада прийняла «Тимчасовий Закон про український державний флот», відповідно до якого: «Російський Чорноморський флот… проголошується флотом Української Народної Республіки…» та «Українська Народна Республіка переймає на себе всі зобов’язання російського уряду щодо Чорноморського флоту й щодо утримання флоту й портів». Однак «Ельпіфідори» були на той час захоплені більшовиками.
Після жовтневого перевороту в Росії, в Криму та Севастополі посилились більшовицькі агітація та провокації. На початку 1918 року більшовики ненадовго окупували Крим. Вони влаштували у Севастополі червоний терор, під час якого загинуло близько тисячі офіцерів Чорноморського флоту. Але Брестський мир змусив їх забратися з України.
22 квітня 1918 року в.о. командувача Чорноморського Флоту контр-адмірал Михайло Саблін наказом по флоту оголосив, що «всі судна, портове майно, які знаходяться у портах Криму, є власністю Української Народної Республіки. А тому наказую скрізь, де треба, підняти українські прапори».
Під українським прапором бронекатери базувалися у Севастополі.
Однак, 30 квітня, через провокацію більшовиків, частина кораблів Чорноморського флоту вийшла до Новоросійська. Більшість кораблів залишились у Севастополі під українськими прапорами. Проте, німці розцінили вихід кораблів до Новоросійська, як порушення Берестейського мирного договору та оголосили екіпажі кораблів тимчасово полоненими.
4 травня 1918 року кораблі Чорноморського флоту було оголошено німцями тимчасово інтернованими. Один з бронекатерів німецьке командування передало Туреччині, інші три, залишились у Севастополі.
Одночасно, після проголошення Гетьманату, досить суттєво активізувалась робота по створенню Військово-морського флоту Української Держави. Протягом всього 1918 року уряд Гетьмана Скоропадського приділяв багато уваги побудові міцного боєздатного військового флоту.
У другій половині серпня 1918 року до Берліна виїхав контр-адмірал Юрій Свірський. Повноваження якого передбачали: ведення переговорів щодо передачі кораблів Чорноморського флоту, як військових так і торговельних, уряду Української держави.
У жовтні 1918 року всі кораблі колишнього імператорського флоту було передано до складу військово-морських сил Української Держави.
Проте наприкінці 1918 року, після антигетьманського перевороту у Києві та окупації півдня України військами Антанти, катери було захоплено англо-французькими «союзниками».
На початку 1919 року представники Антанти передали бронекатери армії генерала Денікіна. Відповідно до деяких джерел, кораблі були переведені на Каспійське море, де вони діяли у складі білогвардійської флотилії. Їх подальша доля невідома. Скоріш за все знищені під час проведення більшовицької операції на Каспії під керівництвом «червоного адмірала» Олександра Нємітца.
Бронекатери, що були переведені на Балтійське море — весною 1918 року залишились у Фінляндії. Амурські «Піка» та «Копье» згодом були захоплені більшовиками та експлуатувались у радянській армії до 1954 року.

## Катери серії
- «Штик»
- «Пуля»
- «Кинжал»
- «Пістолет»
- «Рапира»
- «Палаш»
- «Копье»
- «Сабля»
- «Шашка»
- «Піка»